# Mola de l'Escolà
La Mola de l'Escolà és una muntanya de 727 metres que es troba al municipi d'Arbolí, a la comarca catalana del Baix Camp.